# Mémorial des martyrs de la déportation
Il Mémorial des Martyrs de la Déportation è un memoriale per le 200.000 persone che furono deportate dalla Francia di Vichy nei campi di concentramento nazisti durante la seconda guerra mondiale. Si trova a Parigi, in Francia, sul sito di una ex camera mortuaria, sotterraneo dietro Notre Dame sulla Île de la Cité. È stato progettato dall'architetto modernista francese Georges-Henri Pingusson ed è stato inaugurato da Charles de Gaulle nel 1962.

## Storia e descrizione
Progettato dall'architetto, scrittore, insegnante e urbanista francese Georges-Henri Pingusson (1894–1978), il memoriale fu inaugurato dall'allora presidente Charles de Gaulle il 12 aprile 1962, a Parigi. Nell'anno della sua apertura, un opuscolo prodotto dal gruppo di sopravvissuti francesi Reseau de souvenir descriveva il memoriale come una cripta, "scavato dall'isola sacra, la culla della nostra nazione, che incarna l'anima della Francia - un luogo dove dimora il suo spirito".
Il memoriale ha la forma della prua di una nave; alla cripta si accede da due scale e da un piazzale ribassato protetto da saracinesca metallica. La cripta conduce a una rotonda esagonale che comprende due cappelle contenenti terra e ossa provenienti dai campi di concentramento, le pareti mostrano dei brani letterari.
Pingusson intendeva che il suo spazio sotterraneo lungo e stretto trasmettesse una sensazione di claustrofobia. L'ingresso del memoriale è stretto, segnato da due blocchi di cemento. All'interno si trova la tomba di un deportato sconosciuto ucciso nel campo di concentramento di Neustadt. Lungo entrambe le pareti della camera stretta e poco illuminata ci sono 200.000 cristalli di vetro con la luce che traspare, destinata a simboleggiare ciascuno dei deportati morti nei campi di concentramento; alla fine del tunnel c'è un'unica luce brillante. Le ceneri degli accampamenti, contenute all'interno di urne, sono state posizionate alle due estremità laterali. Entrambe le estremità della camera hanno piccole stanze che sembrano raffigurare le celle della prigione. Di fronte all'ingresso c'è un rigido cancello di ferro che si affaccia sulla Senna all'estremità dell'Île de la Cité.
Il memoriale è aperto tutti i giorni dalle 10:00 alle 17:00 da ottobre a marzo e dalle 10:00 alle 19:00 da aprile a settembre. Secondo Time Out Paris, l'ultima domenica di aprile viene ospitata una cerimonia annuale del Giorno della Memoria.

### Iscrizioni
Il memoriale presenta estratti di opere di Louis Aragon, del poeta francese e membro della Resistenza francese Robert Desnos, di Paul Éluard, di Antoine de Saint-Exupéry e Jean-Paul Sartre. Sulle pareti sono incisi frammenti di due poesie di Desnos, anch'egli deportato. La prima consiste nell'ultima strofa di una poesia scritta sotto pseudonimo da Desnos e pubblicata underground a Parigi, il giorno della festa nazionale francese nel 1942, "The Heart that Hated War":
ho camminato, tanto

amato la tua ombra,

che di te non mi è rimasto più nulla.

Non mi resta che essere l'ombra tra le ombre

Essere cento volte più ombra dell'ombra

Essere l'ombra che verrà e tornerà nella

tua vita solare.»
Su una lapide posizionata sul pavimento della camera sotterranea è incisa:"Scesero alla foce della terra e non tornarono". Arde una "fiamma di eterna speranza" e La tomba del deportato sconosciuto reca l'iscrizione:"Dedicata alla memoria viva dei 200.000 deportati francesi che dormono nella notte e nella nebbia, sterminati nei campi di concentramento nazisti". All'uscita della camera c'è l'ingiunzione, incisa, trovata in tutti i siti che commemorano le vittime dei nazisti:"Perdona ma non dimenticare mai".

## Commenti del pubblico
Architectural Digest ha incluso il memoriale nella sua lista dei "Dieci edifici commemorativi più significativi" e ha affermato:"Piuttosto che salire eroicamente, il memoriale ha lo scopo di evocare l'indicibile, anonimo dramma della deportazione: il suo ingresso è una scala discendente". Fodor's definì il memoriale "brutto" ed "evocativo". The Guardian ha pubblicato una descrizione di uno dei suoi lettori, che ha notato l'oscurità del memoriale e lo ha definito "piccolo, spoglio e selvaggiamente dettagliato... che passa inosservato alle migliaia di turisti che si fanno selfie di fronte all'adiacente cattedrale ogni giorno, luogo di pianto e di quieta contemplazione, rifugio dalla folla e ricordo di uno degli episodi più bui della storia recente".

## Critica
Secondo Peter Carrier, autore di Holocaust Monuments and National Memory Cultures in France and Germany Since 1989, il memoriale manca di riferimenti specifici alle vittime ebree e "la sua dedica ai 'duecentomila martiri francesi morti nei campi di deportazione'. Identificare le vittime come nazionalisti francesi, distorce il record storico suggerendo che le vittime sono morte volontariamente per una causa nazionale piuttosto che come vittime di persecuzioni statali". Ha inoltre commentato che, nonostante il titolo, "le iscrizioni sulle pareti interne del memoriale raccontano non delle condizioni di partenza ma delle destinazioni dei deportati... [Il memoriale] quindi assimila simbolicamente la specifica memoria ebraica della seconda guerra mondiale nella memoria nazionale".